# Götabergsgatan
Götabergsgatan är en gata i stadsdelen Lorensberg i Göteborg. Den är cirka 545 meter lång och sträcker sig från Parkgatan till Geijersgatan.
Gatan fick sitt namn år 1872 efter landeriet Götaberg, som låg i närheten av nuvarande Vasakyrkan.